# Alfarnate
Alfarnate is een gemeente in de Spaanse provincie Málaga in de regio Andalusië met een oppervlakte van 34 km². In 2007 telde Alfarnate 1365 inwoners.

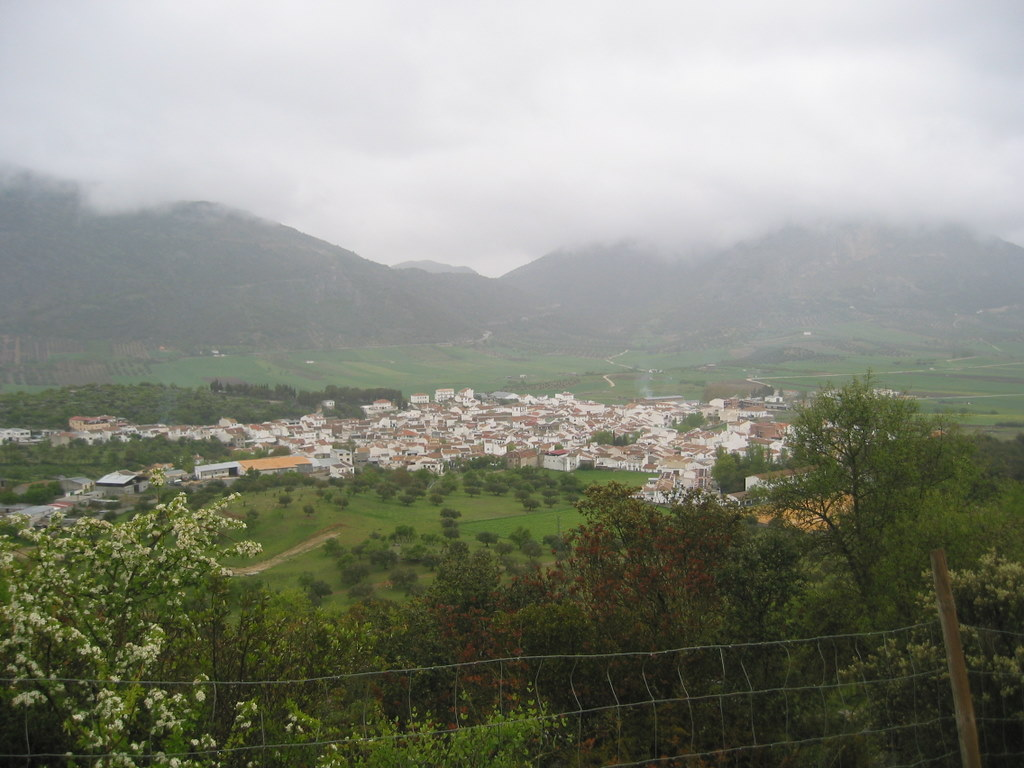
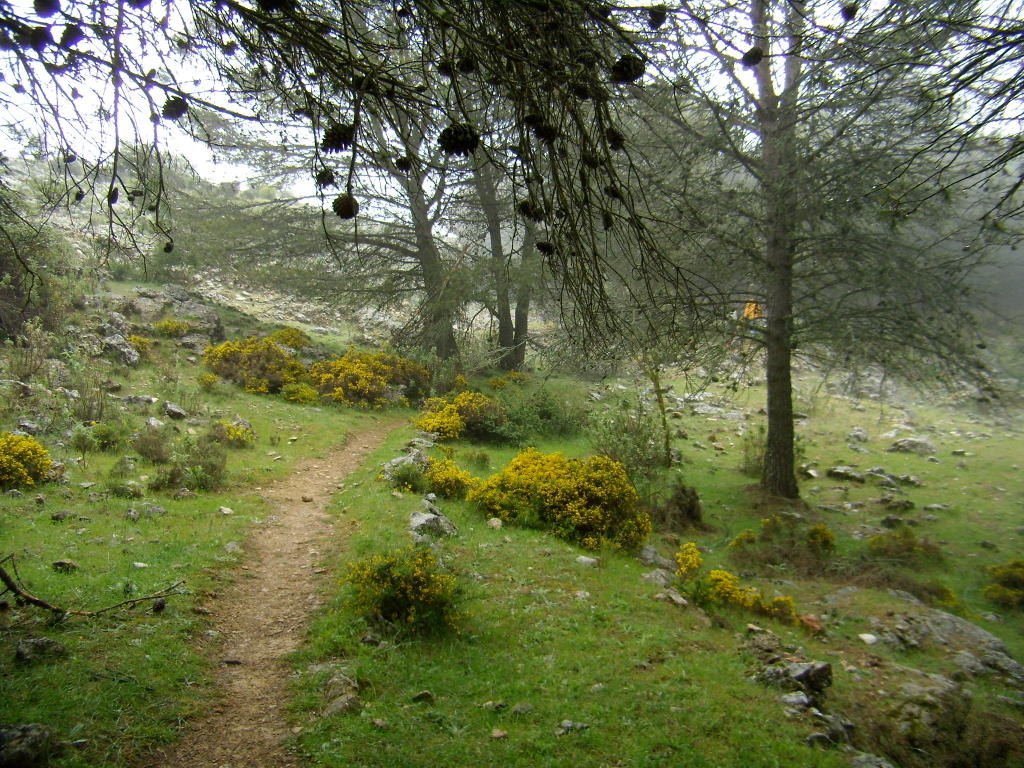
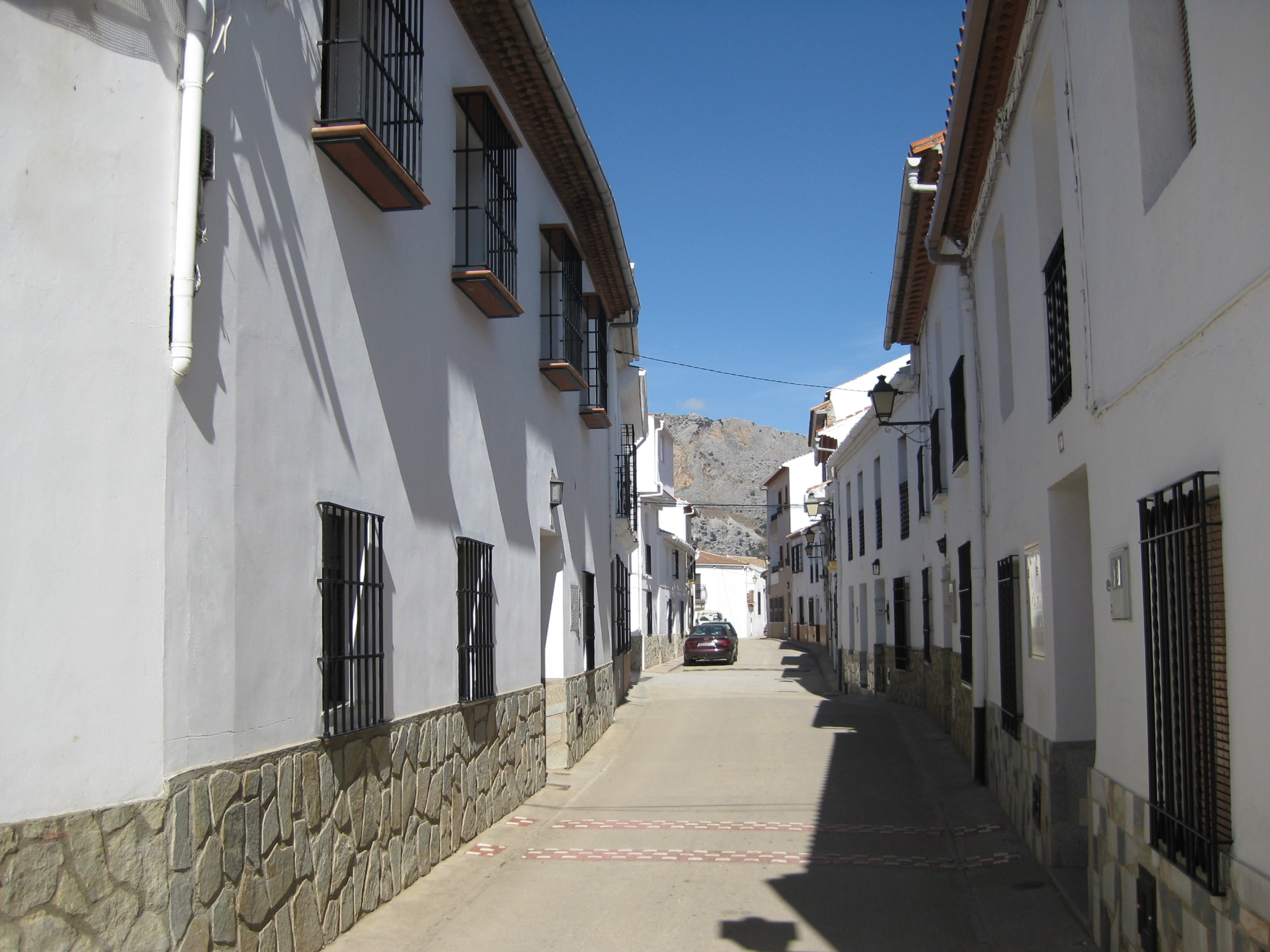
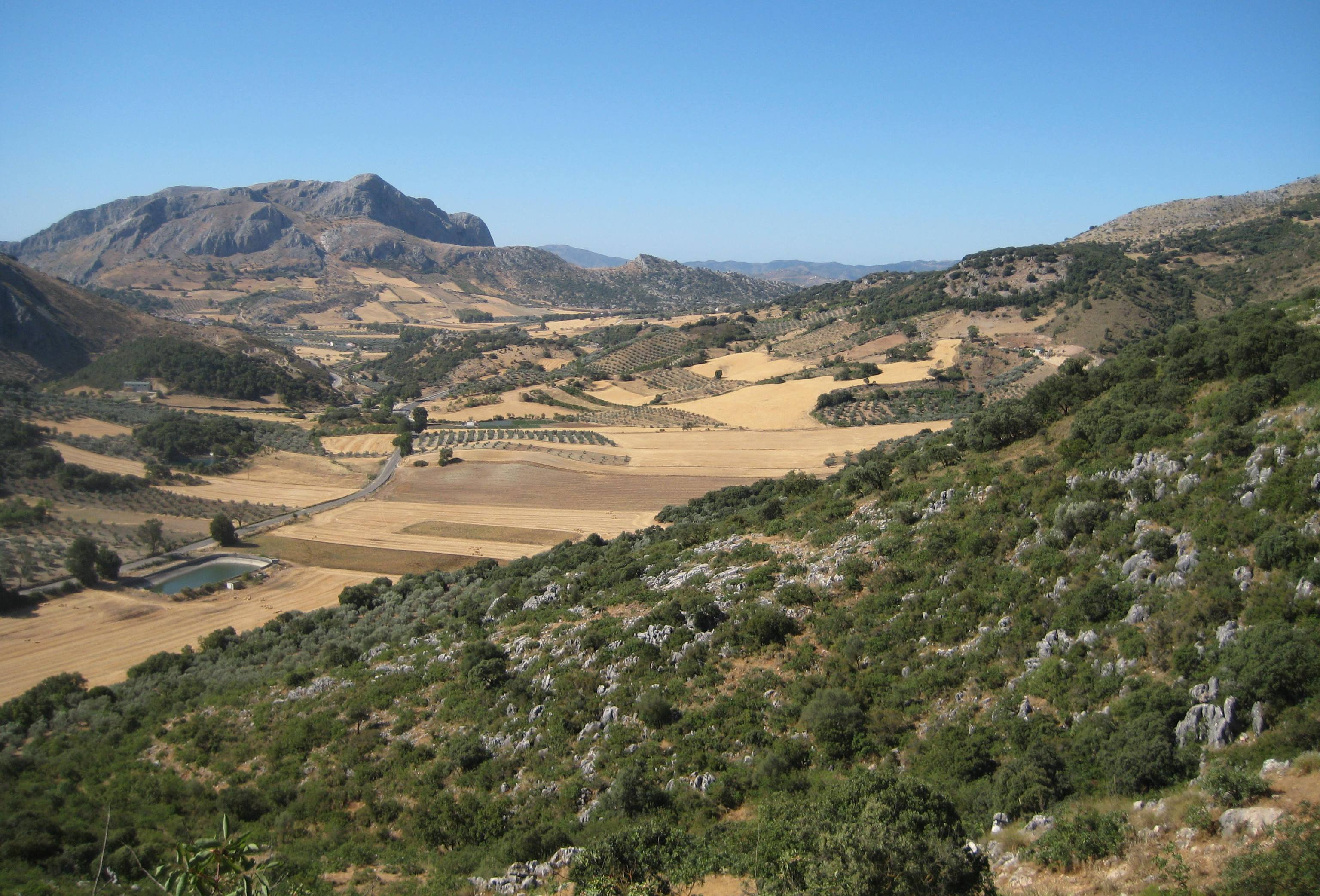
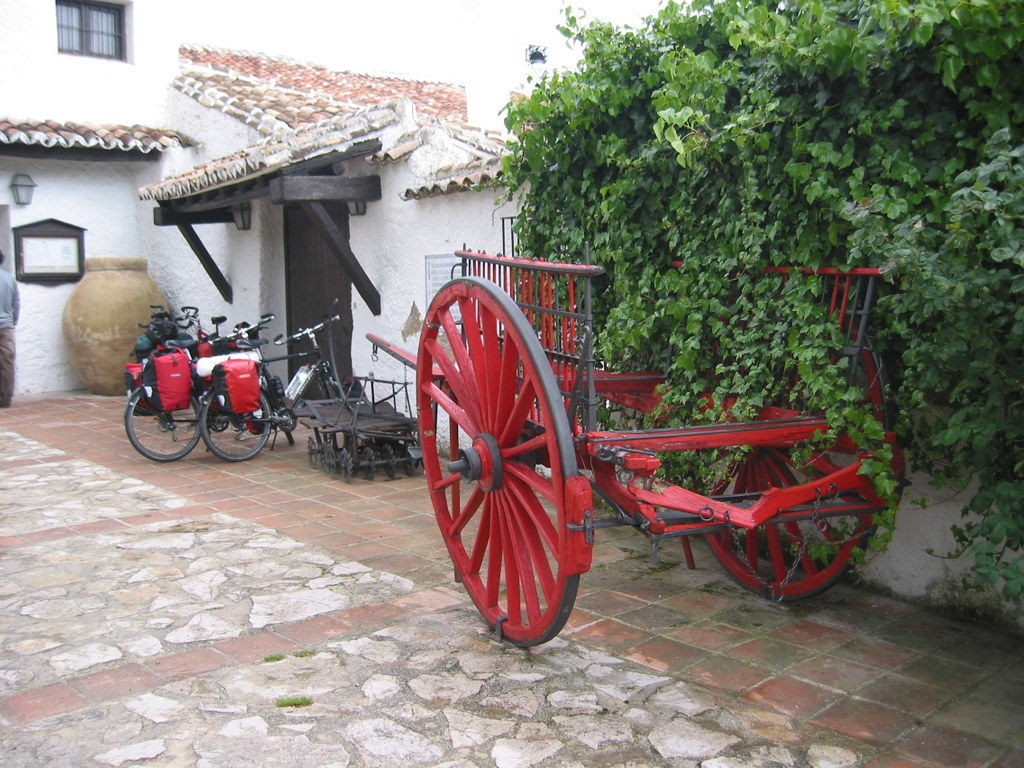